# Fred Lohse
Fred Lohse (* 9. April 1908 in Leipzig; † 19. Januar 1987 ebenda) war ein deutscher Komponist und Musikpädagoge.

## Leben

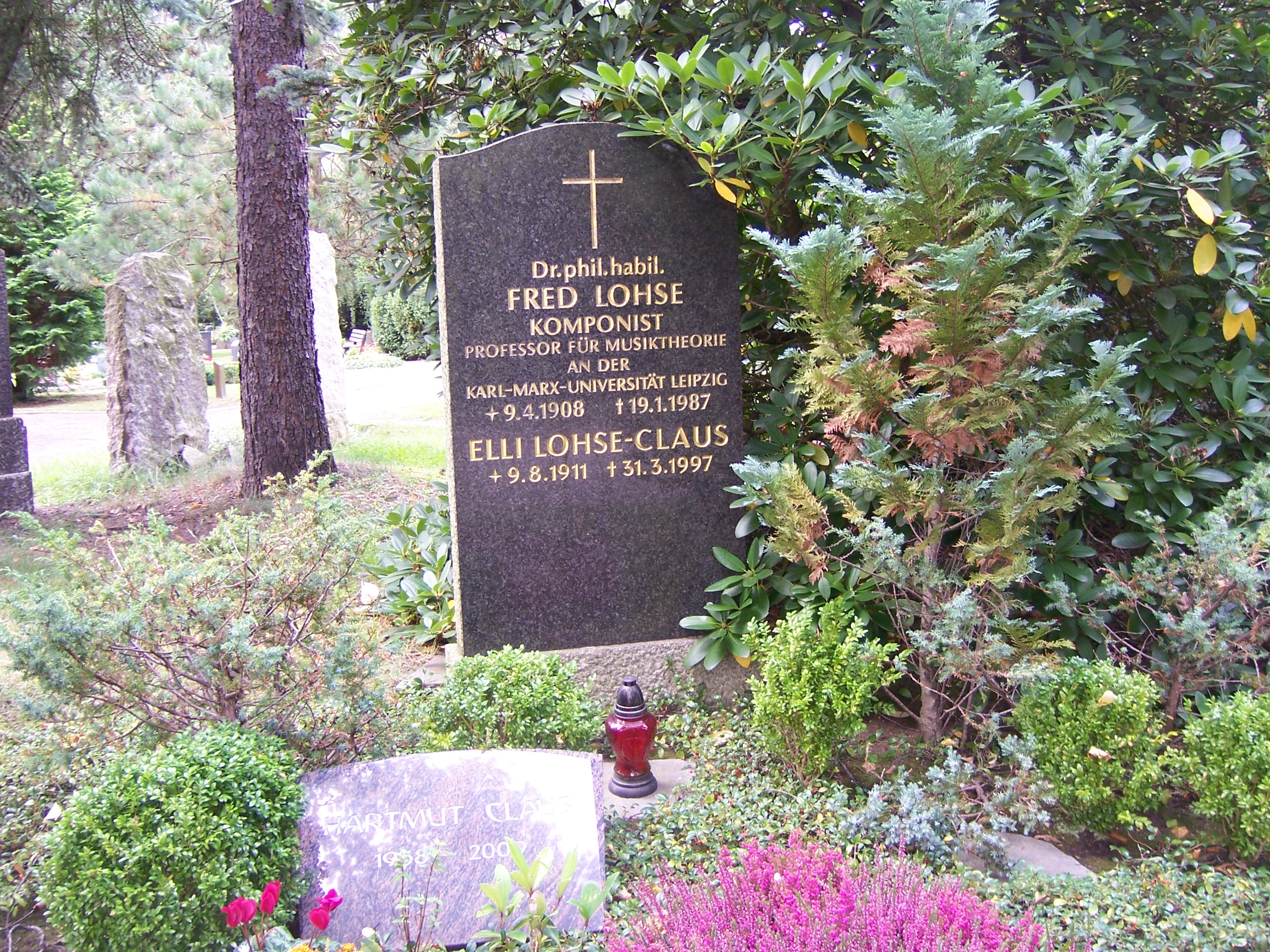
Grabstätte Fred Lohse auf dem Südfriedhof in Leipzig

Lohse studierte von 1928 bis 1931 in Leipzig bei Hermann Grabner Komposition und Kontrapunkt. Von 1928 bis 1952 war er vorwiegend als Musikerzieher tätig, 1952 wurde er Dozent und 1973 Professor für Komposition und Musiktheorie im Fachbereich Musikwissenschaften der Universität Leipzig.

## Auszeichnungen
- 1978 Kunstpreis der DDR[3]

## Werke (Auswahl)

### Orchestermusik
- Deutscher Reigen 6 Stücke (1936)
- 1. Sinfonie (1955)
- Divertimento für Streichorchester (1957)
- 2. Sinfonie 1962
- 3. Sinfonie (Kammersinfonie) (1975)
- Konzertmusik für 16 Bläser und Pauken (1976)
- Rondo giocoso (Jugend-Sinfonie) (1979)

### Kammermusik
- Variationen über ein Thema von Wolfgang Amadeus Mozart für Violine, Violoncello und Klavier (1931)
- Klavierbuch (1937)
- 2 Sonaten für Viola und Klavier (1955)
- Sonate für Violine und Klavier (1958)
- 1. Streichquartett (1959)
- Bläserquintett (1961)
- 2. Streichquartett (1977)
- 3. Streichquartett (1978)

### Vocalmusik
- Deutschland 4 Lieder mit Klavier (1951)
- Steigendes Jahr 6 Lieder für Sopran und Klavier (1952)
- Vier Lieder für gemischten Chor (1953)
- Land meines Lebens 4 Chöre (1959)
- Sinnsprüche (Goethe) für gemischten Chor (1969)

## Schriften
- Probleme des zweistimmigen vokalen Satzes (1959)
- Die musikalische Linearität des 20. Jahrhunderts als ordnendes Prinzip einer historisch begründeten und neu entwickelten Systematik des Tonsatzes – Leipzig (1967)
- Kompositorisches Schaffen für unsere Gesellschaft. In: Sekretariat des Hauptvorstandes der CDU (Hrsg.): Auftrag und Verantwortung des Künstlers in der entwickelten sozialistischen Gesellschaft. Bericht über die Tagung des Präsidiums des Hauptvorstandes der CDU mit Künstlern am 23. 11. 1973 in Burgscheidungen. [Berlin] 1974, S. 77–81.